# Guillaume Farret
Guillaume Farret, né le 16 février 1900 à Annemasse et mort le 17 janvier 1976 à Rouen, est un footballeur de l'US Quevilly lors de la saison 1926-1927. 
Il dispute la finale de Coupe de France 1927 qu'il perd contre l'Olympique de Marseille sur un score de trois buts à zéro.